# Жак-Роджер Бу-Бу
Жак-Роджер Бу-Бу (фр. Jacques-Roger Booh-Booh, нар. 5 лютого 1938) — камерунський дипломат. Міністр зовнішніх зв'язків Камеруну (1988-1992). Керівник Місії допомоги ООН у Руанді (ЮНАМІР).

## Життєпис
Народився 5 лютого 1938 року в Манаку, Камерун. Працюючи в Міністерстві зовнішніх зв'язків, він був керівником департаменту африканських справ, директором з питань Азії та Африки, заступником постійного представника при ООН та послом у Марокко, Греції та ЮНЕСКО. Він був послом Камеруну в Радянському Союзі з 1981 по 1983 рік і послом у Франції з 1983 року, поки він не був призначений міністром зовнішніх зв'язків 16 травня 1988 року.
У 1993 році Бу-Бу був керівником місії невеликих військ військовослужбовців ЮНАМІР (приблизно 2548), які були відправлені Організацією Об'єднаних Націй до Руанди, намагаючись допомогти у виконанні Арушських угод та зберегти мир між етнічними групами хуту та тутсі.

## Автор праць
- «Деколонізація Намібії»: узурпований мандат. Париж. 1982 рік.[2]